# Флаверс-Коув
Флаверс-Коув (англ. Flower's Cove) — містечко в Канаді, у провінції Ньюфаундленд і Лабрадор.

## Населення
За даними перепису 2016 року, містечко нараховувало 270 осіб, показавши скорочення на 12,3 %, порівняно з 2011 роком. Середня густина населення становила 35,4 осіб/км².
З офіційних мов обома одночасно володіли 5 жителів, тільки англійською — 265. Усього 5 осіб вважали рідною мовою не одну з офіційних.
Працездатне населення становило 46,8 % усього населення, рівень безробіття — 27,3 % (42,9 % серед чоловіків та 0 % серед жінок). 90,9 % осіб були найманими працівниками, а 9,1 % — самозайнятими.

## Клімат
Середня річна температура становить 1,7 °C, середня максимальна — 16,8 °C, а середня мінімальна — −16 °C. Середня річна кількість опадів — 1058 мм.
| Клімат поселення                              | Клімат поселення | Клімат поселення | Клімат поселення | Клімат поселення | Клімат поселення | Клімат поселення | Клімат поселення | Клімат поселення | Клімат поселення | Клімат поселення | Клімат поселення | Клімат поселення | Клімат поселення |
| Показник                                      | Січ.             | Лют.             | Бер.             | Квіт.            | Трав.            | Черв.            | Лип.             | Серп.            | Вер.             | Жовт.            | Лист.            | Груд.            |                  |
| Середній максимум, °C                         | −5,58            | −6,23            | −1,48            | 4,26             | 9,01             | 13,75            | 16,82            | 16,70            | 13,16            | 7,83             | 2,70             | −3,29            |                  |
| Середня температура, °C                       | −10,47           | −11,12           | −6,35            | −0,63            | 4,10             | 8,87             | 13,88            | 13,71            | 10,18            | 4,85             | −0,28            | −6,24            |                  |
| Середній мінімум, °C                          | −15,37           | −15,99           | −11,24           | −5,51            | −0,77            | 3,98             | 10,89            | 10,75            | 7,20             | 1,88             | −3,26            | −9,23            |                  |
| Норма опадів, мм                              | 93               | 76               | 75               | 60               | 75               | 104              | 106              | 103              | 96               | 97               | 83               | 90               |                  |
| Середньомісячна швидкість вітру, м/с          | 6.63             | 6.38             | 6.30             | 5.80             | 5.16             | 4.96             | 4.60             | 4.78             | 5.46             | 5.89             | 6.40             | 6.90             |                  |
| Середньомісячна сонячна радіація, кДж/м²·день | 3311             | 6388             | 10725            | 14588            | 17501            | 18800            | 18222            | 15216            | 10900            | 6310             | 3484             | 2477             |                  |
| --------------------------------------------- | ---------------- | ---------------- | ---------------- | ---------------- | ---------------- | ---------------- | ---------------- | ---------------- | ---------------- | ---------------- | ---------------- | ---------------- | ---------------- |
| Джерело:                                      |                  |                  |                  |                  |                  |                  |                  |                  |                  |                  |                  |                  |                  |